# Kårsta
Kårsta är en tätort i Vallentuna kommun som ligger vid en förgrening från Långhundraleden söder om Kårstaviken av sjön Sparren.
Tätorten Kårsta ligger cirka två kilometer öster om kyrkbyn Kårstaby och byggdes upp när järnvägsstationen Kårsta station anlades här.

## Befolkningsutveckling
| Befolkningsutvecklingen i Kårsta 1965–2020 | Befolkningsutvecklingen i Kårsta 1965–2020 | Befolkningsutvecklingen i Kårsta 1965–2020 | Befolkningsutvecklingen i Kårsta 1965–2020 | Befolkningsutvecklingen i Kårsta 1965–2020 |
| ------------------------------------------ | ------------------------------------------ | ------------------------------------------ | ------------------------------------------ | ------------------------------------------ |
|                                            |                                            |                                            |                                            |                                            |
| År                                         |                                            |                                            | Folkmängd                                  | Areal (ha)                                 |
| 1965                                       | 1965                                       |                                            | 266                                        | 37                                         |
| 1970                                       | 1970                                       |                                            | 283                                        |                                            |
| 1975                                       | 1975                                       |                                            | 349                                        |                                            |
| 1980                                       | 1980                                       |                                            | 330                                        |                                            |
| 1990                                       | 1990                                       |                                            | 395                                        | 43                                         |
| 1995                                       | 1995                                       |                                            | 410                                        | 44                                         |
| 2000                                       | 2000                                       |                                            | 460                                        | 45                                         |
| 2005                                       | 2005                                       |                                            | 439                                        | 45                                         |
| 2010                                       | 2010                                       |                                            | 457                                        | 44                                         |
| 2015                                       | 2015                                       |                                            | 502                                        | 71                                         |
| 2020                                       | 2020                                       |                                            | 513                                        | 80                                         |
| Anm.: Ny tätort 1965                       |                                            |                                            |                                            |                                            |

## Kommunikationer

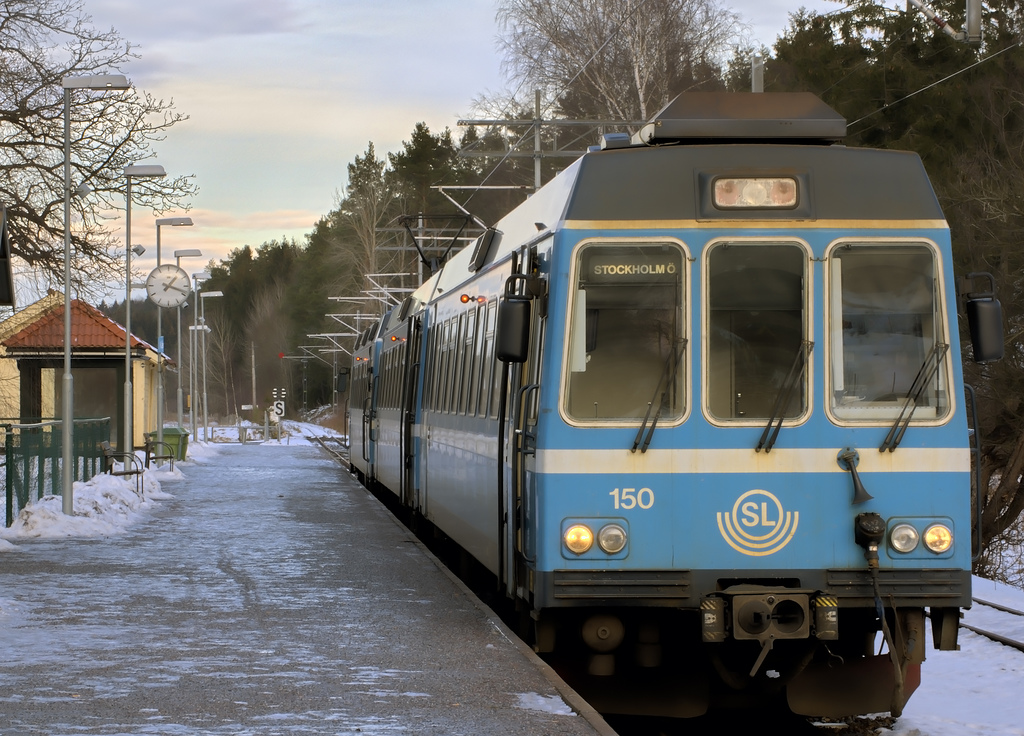
Tåg vid Roslagsbanans station

Kårsta station är en av slutstationerna på Roslagsbanan.

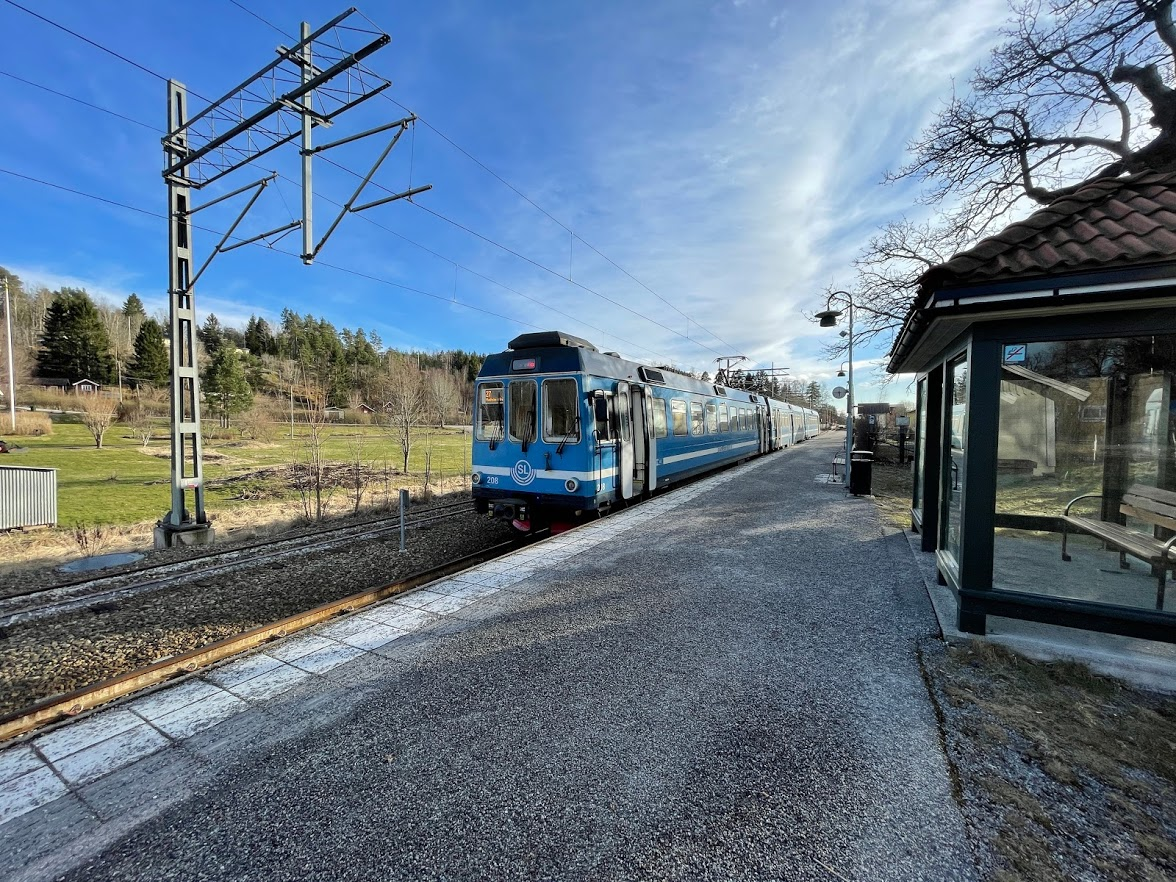
Kårsta järnvägsstation

- Linje 27 på Roslagsbanan mot Lindholmen, Vallentuna, Täby, Danderyd och Stockholm
- Busslinje 661 mot Vallentuna via Lindholmen
- Busslinje 665 mot Vallentuna via omvägen ut på gamla E18 förbi Brottby